# 1989 en santé et médecine
| Années de la santé et de la médecine : 1986 - 1987 - 1988 - 1989 - 1990 - 1991 - 1992    |
| Décennies de la santé et de la médecine : 1950 - 1960 - 1970 - 1980 - 1990 - 2000 - 2010 |

Cet article présente les faits marquants de l'année 1989 en santé et médecine.

## Évènements
- Dernier cas de poliomyélite autochtone documenté, le dernier cas importé[Où ?] surviendra en 1995.

### Chine
- 15 avril : Hu Yaobang, secrétaire général du parti communiste chinois de 1980 à 1987, meurt d'un infarctus du myocarde[1].

## Décès
- 27 février : Konrad Lorenz (né en 1903), médecin, biologiste et zoologiste autrichien, lauréat du prix Nobel de médecine, partagé en 1973 avec Karl von Frisch et Nikolaas Tinbergen pour leurs découvertes concernant « les modes de comportement individuel et social ».